# New Coke
New Coke fue el nombre no oficial del cambio en la fórmula de la Coca-Cola, lanzado al mercado estadounidense el 23 de abril de 1985. La nueva bebida utilizaba jarabe de maíz de alta fructosa en lugar de azúcar común, y tenía un sabor más dulce que la versión original.
El cambio respondía a la pérdida de cuota de mercado entre el público joven frente a otros refrescos de cola —principalmente Pepsi— y bebidas dietéticas. La New Coke tuvo buena acogida en las pruebas de degustación y para su lanzamiento se hizo una agresiva campaña publicitaria. Sin embargo, no gozó del respaldo de unos consumidores que lamentaban la pérdida de la fórmula original, siendo especialmente rechazada en el sur de Estados Unidos.
Debido al rechazo generado, Coca-Cola suspendió el cambio de fórmula planeado y el 11 de julio de 1985 anunció la recuperación de la receta original, bajo la marca «Coca-Cola Classic», que de inmediato recobró el liderazgo. La New Coke solo se comercializó en el mercado estadounidense y se mantuvo con distintas denominaciones hasta 2002, por debajo de Coca-Cola Light y Cherry Coke. Todas estas razones han llevado a que hoy sea considerada uno de los mayores fracasos comerciales de la década de 1980.
La empresa ha recuperado la receta de New Coke para ocasiones especiales, como el estreno de la tercera temporada de la serie Stranger Things en 2019.